# 亞茲洛韋茨

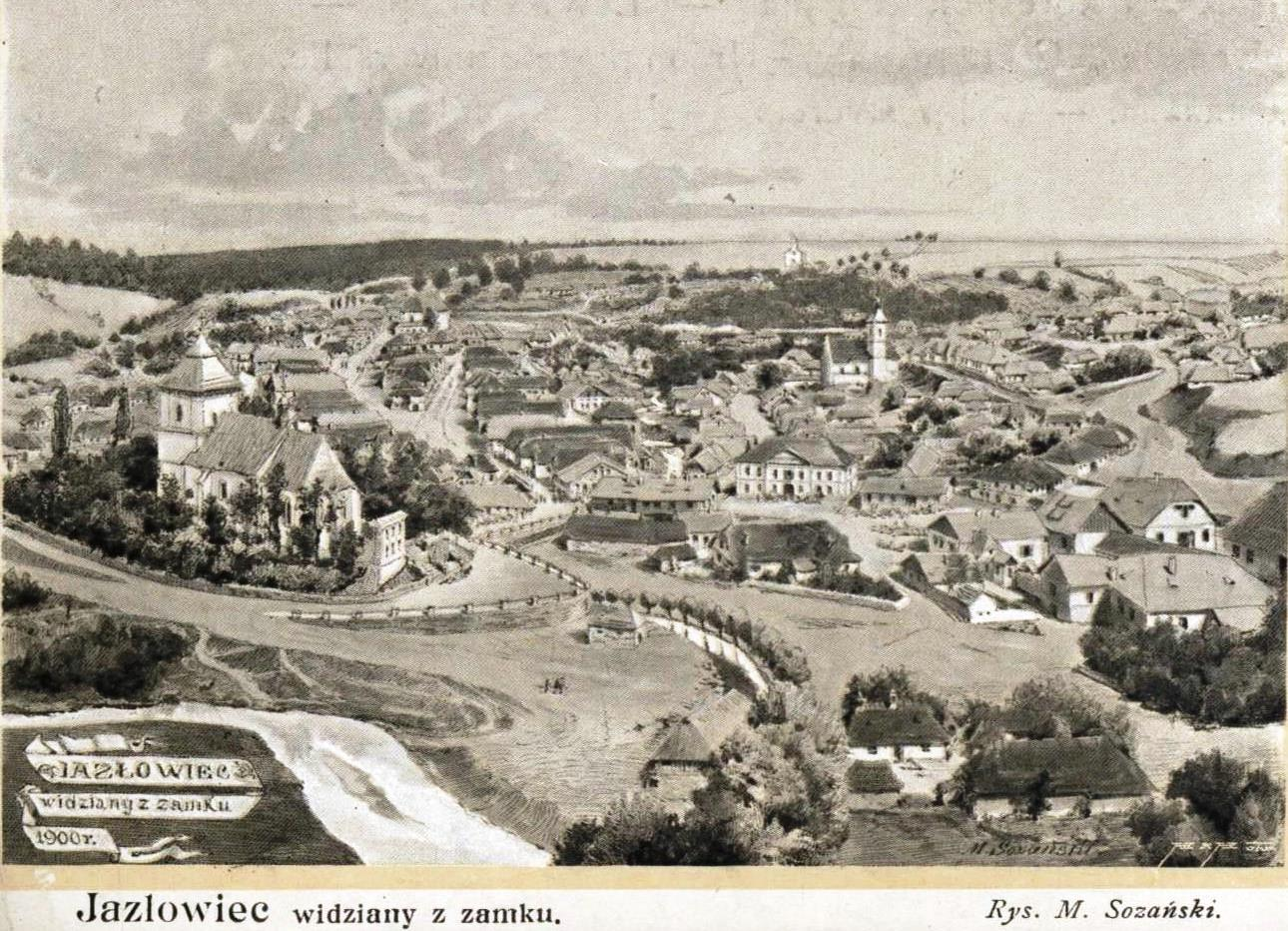

亞茲洛韋茨（羅馬化：Yazlovets）是烏克蘭的村落，位於該國西部捷爾諾波爾州，由喬爾特基夫區負責管轄，處於維利霍韋齊河畔，面積2.29平方公里，2007年人口617。
48°57′41″N 25°26′42″E / 48.96139°N 25.44500°E